# Biblia Hebraica Stuttgartensia
La Biblia Hebraica Stuttgartensia, o BHS, è una edizione della Bibbia ebraica pubblicata dalla Società biblica tedesca (Deutsche Bibelgesellschaft) di Stoccarda, in Germania. Costituisce un riferimento per il testo biblico cristiano. 
Il testo è una copia precisa (errori inclusi) del testo masoretico come è contenuto nel Codex Leningradensis (L). L'unica differenza sostanziale è che 1-2 Cr compare in L prima dei Salmi, mentre nella BHS è stato spostato alla fine, in conformità con le altre bibbie ebraiche. Il libro di Giobbe precede il Libro dei Proverbi, come in L ma non nelle altre bibbie ebraiche.
Nei margini sono riportate le notazioni masoretiche presenti sul Codex Leningradensis, ma sono state pesantemente rieditate per ampliarle e facilitarne la consultazione. A latere, sono stati scritti interi libri per spiegare tali notazioni.
Le note a piè di pagina contengono possibili correzioni del testo ebraico. Molte di esse si basano sul Pentateuco samaritano, sui manoscritti biblici di Qumran, sulle altre antiche versioni come la Settanta, la Vulgata e la Peshitta.

## Cronologia
1906: I edizione della Biblia Hebraica a cura di Rudolf Kittel a partire dal textus receptus di Ben Hayyim, contenuto nella Bibbia Bomberg stampata a Venezia nel 1524-5. È nota anche come Biblia Hebraica Kittel, BHK. Edita da J. C. Hinrichs di Lipsia. 
1925: II edizione della Biblia Hebraica, a cura dell'istituto biblico di Stoccarda. Si tratta di una revisione della prima edizione, basata dunque ancora sulla Bomberg.
1937: III edizione della Biblia Hebraica, a cura di Rudolf Kittel, Otto Eissfeldt, Albrecht Alt e Paul Kahle. Il testo di riferimento non è più la Bomberg ma il Codex Lenigradensis.
1955: IV e ultima versione della Biblia Hebraica, sostanzialmente conforme ancora alla BH3 del 1937.
1966-1967: rielaborazione della BH ad opera di Karl Elliger e Wilhelm Rudolph. Assume il nome col quale è tuttora conosciuta: Biblia Hebraica Stuttgartensia, o anche Biblia Hebraica 4. Le note a piè di pagina sono completamente riedite. Il testo venne stampato a fascicoli tra 1968 e 1976, con l'uscita del volume unico nel 1977. Da allora ha subito varie ristampe.
2004: uscita del primo volume della Biblia Hebraica Quinta, collana in fase di elaborazione a cura di una ventina di studiosi. Non contiene un testo eclettico, derivato dal confronto dei vari manoscritti, ma riporta L come testo di riferimento. L'opera tiene conto del fatto che per diversi libri biblici, almeno in alcune loro parti, sono disponibili versioni più antiche ma non ebraiche.